# Rio Flint
O rio Flint é um rio localizado no sudeste do estado de Michigan, Estados Unidos. Possui 229 km de extensão e corre por dentro da cidade de Flint (Michigan).